# Кемп, Барри
Барри Джон Кемп (англ. Barry John Kemp; 14 мая 1940, Бирмингем, Уорикшир — 15 мая 2024) — британский археолог, видный египтолог. Эмерит-профессор Кембриджа, член Британской академии (1992). Старший фелло McDonald Institute for Archaeological Research. CBE. Более сорока лет руководитель раскопок в египетской Амарне.
Вырос на окраине Бирмингема. Уже в юном возрасте заинтересовался египтологией и археологией. Изучал египтологию в Ливерпульском университете и окончил его в 1962 году. Со следующего года ассистент-лектор Кембриджа (с 1991 г. ридер), где трудился до своей отставки в качестве профессора египтологии в 2007 году. Под его началом занималась для получения степени доктора философии Сара Паркак, также он руководил докторской Тоби Уилкинсона.
С 1977 года руководил раскопками в египетской Амарне. 
Автор бестселлера «Ancient Egypt: Anatomy of a Civilization» (London and New York, Routledge, 1989; 2006; 3-е изд. 2018) и «100 Hieroglyphs: Think Like an Egyptian» (Granta Books, 2005). Также автор «The City of Akhenaten and Nefertiti: Armana and Its People» (Thames and Hudson/American University in Cairo Press, 2012).
Умер 15 мая 2024 года в возрасте 84 лет.